# 마마 (2011년 영화)
"마마"는 2011년에 개봉한 대한민국의 영화이다.

## 캐스팅
- 엄정화 : 동숙 역
- 김해숙 : 옥주 역
- 유해진 : 승철 역
- 류현경 : 은성 역
- 전수경 : 희경 역
- 이형석 : 원재 역
- 장항선 : 덕수 역
- 김진수 : 길준 역
- 이장경 : 연두 역
- 박지아 : 동희 역
- 이민웅 : 러브홀릭 조감독 역
- 전병욱 : 부하 1 왕눈이 역
- 조우진 : 부하 2 콧털 역
- 김병철 : 부하 3 멀대 역
- 김문호 : 부하 4 어벙이 역
- 손성민 : 부하 5 까불이 역
- 전지애 : 젊은 옥주 역
- 이재원 : 젊은 덕수 역
- 김정헌 : 민혁 역
- 진선규 : 동숙 주치의 역
- 김경태 : 마트 조폭 역
- 이동용 : 캬바레 남 역
- 공민정 : 응급실 간호사 1 역
- 길은혜 : 응급실 간호사 2 역
- 류승완 : 뮤지컬 감독 역 (우정출연)
- 한상진 : 승철의 라이벌 조직 보스 역 (우정출연)